# 劉定國 (萬曆進士)
劉定國（？—？），初名劉是，字去非，號江餘，江西南昌府南昌縣人，明朝政治人物。

## 生平
隆慶二年進士劉浹之次子。按《南昌郡乘》「周氏，南昌進士贈文林郎劉浹妻。浹甫釋褐而沒，周守節撫孤炅，課以經術，炅登鄉薦，以縣令考績，封太孺人。」萬曆二十五年（1597年）丁酉科举人，二十九年（1601年）辛丑科會魁，改名定國。初授全椒縣知縣，三十三年以能調江都县。三十八年行取兵部职方司主事，四十一年會試同考，四十二年升员外郎，四十三年升郎中，四十四年升四川参议，四十五年京察。
天啓元年降山東運判，二年升南京兵部武选司主事，六月升尚寶司司丞，三年四月升本司少卿，十月陞太僕寺少卿。崇祯元年復除原职，二年升光禄寺正卿，三年升南京兵部右侍郎。以修理皇陵功，陞南京工部尚書，致政歸。所著有奏疏、《學易劄記》、《鴻雪館集》行世。

## 家族
曾祖劉大源。祖劉標。父劉浹，戊辰進士、滕县知县。